# Vijayawada Rural
Vijayawada Rural là một trong 50 mandal thuộc huyện Krishna, bang Andhra Pradesh. The mandal is bounded by Ibrahimpatnam, G. Konduru, Agiripalle, Gannavaram, Kankipadu, Penamaluru and Vijayawada (urban) mandals. The mandal is also a part of the Andhra Pradesh Capital Region under the jurisdiction of APCRDA.